# Batalha de Las Tres Acequias
A Batalha de Les Tres Acequias, travada durante a Guerra da Independência do Chile, ocorreu perto de San Bernardo em 26 de agosto de 1814. O confronto ocorreu entre as duas facções de Luis Carrera e Bernardo O'Higgins, resultando em uma derrota para O'Higgins que em por sua vez, levou à derrota dos nacionalistas pelas forças monarquistas na batalha de Rancagua um mês depois.

## Consequências da batalha
Luis Carrera não perseguiu mais seus inimigos naquela noite, mantendo sua posição. Ele colocou algumas forças como um desvio para a Hacienda de Tango, acompanhado das armas que havia apreendido de O'Higgins. Enquanto esses canhões forneciam um bombardeio esporádico, o corpo principal de Carrera deixou a fazenda de Perez e recuou dois quilômetros ao norte, para a aldeia de Ochagavia.
No dia seguinte, O'Higgins finalmente se reagrupou ao sul do Maipo e reuniu seus homens, com a intenção de juntá-los às suas unidades de retaguarda e empreender um novo ataque. Em meio a isso, chegaram notícias de Talcahuano da chegada da expedição monarquista do general Mariano Osorio, avançando rapidamente em direção a eles. Esta intervenção encorajou ambas as partes a resolverem as suas diferenças e a defenderem conjuntamente o seu país.
O'Higgins enviou um representante a José Miguel Carrera para transmitir a notícia da situação e suas intenções. Depois de mais algumas negociações, os dois líderes resolveram suas diferenças no Hacienda de Tang. assinando conjuntamente uma declaração em Santiago em 4 de setembro. No dia seguinte, O'Higgins deixou a capital para assumir a liderança da 1ª divisão, composta por suas antigas forças, sob o comando geral de José Miguel Carrera. Essas forças conduziriam a defesa do Chile, levando ao desastre da batalha de Rancagua.